# Hodimont
Hodimont est un quartier de la ville de Verviers dans la province de Liège en Belgique.
Hodimont était une commune indépendante jusqu'en 1930. Elle est située sur la rive droite de la Vesdre.

## Histoire
La commune appartenait au duché de Limbourg et bénéficiait de mesures fiscales plus clémentes que la commune de Verviers qui faisait partie de la principauté de Liège, ce qui bénéficiait à l'économie. De nombreuses entreprises familiales y ont vu le jour au XVIIIe siècle. Elles produisaient des textiles et des tissages. Celles-ci se trouvaient généralement derrière les façades opulentes des fabricants. La rue Jules Cerexhe, la maison Pierre de Bonvoisin et la maison Closset en sont des exemples.
En 1783, Hodimont est séparé de Petit-Rechain pour devenir une commune indépendante en 1789.
Comme le reste du duché, Hodimont a été incorporé dans le département de l'Ourthe alors formé lors de l'annexion des Pays-Bas du Sud par la République française en 1795.
La commune a été rattachée à la commune de Verviers en 1930.

## Patrimoine et musées
- Maison de l'Eau
- Centre historique de la laine et de la mode

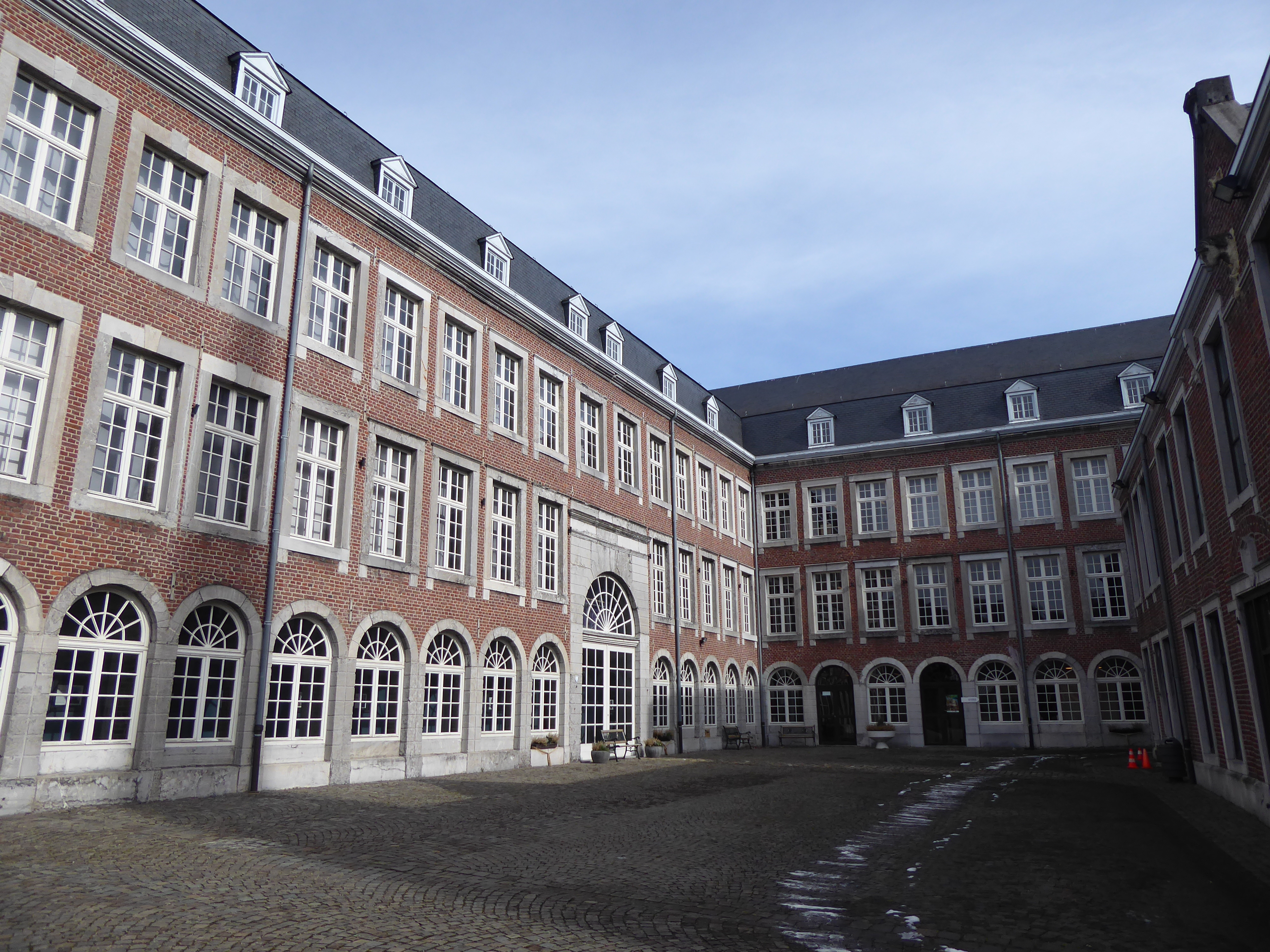
Centre historique de la laine et de la mode

- Maisons Lorquet
- Maison Closset